# John Anthony Park
John Anthony Park (* 1878 in Preston, Lancashire; † 1962 ebenda) war ein britischer Maler der für seine impressionistischen Darstellungen von Küstenszenen und Landschaften insbesondere in Cornwall bekannt wurde.

## Leben
John Anthony Park wurde 1878 in Preston, Lancashire geboren. Er arbeitete zunächst in einer Baumwollspinnerei und später als Maler und Dekorateur im Familienbetrieb. Ende der 1890er Jahre widmete er sich ganz der Kunst und besuchte Devon und Cornwall. Von 1902 bis 1904 studierte er bei Julius Olsson und Algernon Talmage und setzte seine Ausbildung in Paris an der Académie Colarossi bei Auguste Joseph Delécluse fort. 1905 stellte er drei Werke in der Royal Academy aus, darunter Summer Evening Low Tide und The Bay Cloudy Day. Im Ersten Weltkrieg diente er von 1916 bis 1918 im East Surrey Regiment in Frankreich. Nach dem Ersten Weltkrieg kehrte er 1921 nach St Ives zurück und zog nach seiner Heirat in das fast 200 Kilometer entfernte Brixham. Sein Atelier unterhielt er in St Ives, das sich auch durch seinen Beitrag in den folgenden Jahren zu einer Künstlerkolonie entwickeln sollte. So war er 1927 Gründungsmitglied der St Ives Society of Artists. Anfang der 1930er Jahre malte er auf Mallorca, in Italien, sowie in Westengland und Wales. Gegen Ende seines Lebens lebte er in Ermington Folkestone und schließlich wieder in Preston.

## Werk
John Anthony Parks Werk ist geprägt von impressionistischen Darstellungen von Meeres- und Hafenszenen in Cornwall. Er malte oft im Freien und fing das Glitzern der Sonne auf dem Wasser, die weißen Sandstrände und die bunten Rümpfe der Arbeitsboote ein, was seinen Bildern eine ständige Bewegung und Reflexion verleiht. Berühmt war er auch für seine Landschaften, die oft Flüsse zeigen, und für seine Stillleben. Er stellte unter anderem in der Royal Academy, der Royal Society of British Artists und der Royal Hibernian Academy aus. Sein impressionistischer Stil wurde von vielen Modernisten als der fortschrittlichste unter den traditionellen Malern anerkannt.